# HU Delphini
HU Delphini, är en röd stjärna i huvudserien i stjärnbilden Delfinen.
Stjärnan är en eruptiv variabel, av typen flarestjärna, som tillhör undertypen UV Ceti-variabler  (UV). Den varierar i utbrotten i visuell magnitud i U-bandet mellan 14,8 och 16,04.